# Bilal Hassani
Bilal Hassani (Paris, 9 de setembro de 1999) é um cantor e youtuber francês.  Ele representou a França no Eurovision Song Contest 2019 com a música "Roi" depois de marcar 200 pontos na final do "Destination Eurovision".

## Biografia
Hassani nasceu em Paris de uma família muçulmana marroquina de Casablanca.  Sua mãe é uma cidadã francesa naturalizada, enquanto seu pai mora em Singapura.  Ele tem um irmão mais velho, Taha, que nasceu em 1995.  Ele obteve seu bacharelado literário em 2017.

### Início da carreira musical (2015-2018)
Hassani começou a cantar aos 5 anos na frente de sua família e começou a cantar lições.  Em 2015, incentivado por seu amigo  fr, um dos finalistas da primeira temporada, ele participou da segunda temporada de The Voice Kids e se apresentou nas audições cegas cantando um cover de "Rise Like a Phoenix" de Conchita Wurst, uma cantora que ele admira.  Ele se juntou à equipe do juiz Patrick Fiori. Ele foi eliminado durante as rodadas de batalha por  fr
A revista LGBT Têtu, em 2018, designou Hassani como parte das "30 LGBT + [pessoas] que movimentam a França". A revista o descreveu como "um ícone para a juventude LGBT + francesa".

### Festival Eurovisão da Canção 2019 (2018 – presente)
Em 6 de dezembro de 2018, Hassani foi anunciado como um dos 18 candidatos a participar do Destination Eurovision, o processo de seleção nacional francês para o Eurovision Song Contest que transmite na France 2, com esta edição escolhendo o representante da França no Eurovision Song Contest 2019, que acontecerá em Tel Aviv, Israel, em maio de 2019.
Em 20 de dezembro de 2018, um trecho de sua música para a competição foi lançado, a canção intitulada " Roi " e escrita pelos vencedor de 2018 do destino Eurovision Madame Monsieur.  A canção foi descrita como sendo de auto-aceitação.  Em 4 de janeiro de 2019, o "Roi" foi disponibilizado em todas as plataformas de música, e em 14 de janeiro havia ultrapassado 3 milhões de visualizações. O jornal Le Monde escreveu que Hassani "não deixa ninguém indiferente".
O corredor principal inicial para representar a França na Eurovisão, Hassani começou uma turnê de mídia para a Destination Eurovision em meios de comunicação como NRJ, Quotidien, e France Inter. Em 12 de janeiro de 2019, ele venceu sua semifinal ao vencer 58 dos 60 pontos concedidos pelo júri internacional e ganhar 57 pontos (a maior pontuação) do público francês. Ele somou 115 pontos e se classificou para a final, ao lado de Chimène Badi (66 pontos), Silvàn Areg (59 pontos) e Aysat (40 pontos).  Ele ganhou a final em 26 de janeiro de 2019, com um total de 200 pontos, incluindo 150 do público francês, enquanto ele estava em quinto lugar com o voto do júri internacional, com 50 pontos.

### Vida pessoal
Em 23 de junho de 2017, Hassani anunciou publicamente sua homossexualidade nas redes sociais um dia antes de ir ao Paris Pride.  Ele também foi descrito como queer.
A partir de dezembro de 2018, Hassani foi vítima de ciber-assédio e recebeu ataques racistas e homofóbicos e ameaças de morte.  Em resposta a isso, as organizações Urgence Homophobie e Stop Homophobie uniram forças para tomar medidas legais contra qualquer um que tenha insultado, discriminado ou ameaçado em redes sociais, incluindo o Twitter.  Até 27 de janeiro de 2019, as duas organizações já identificaram 1.500 tweets insultuosos, discriminatórios ou odiosos por causa de sua orientação sexual e / ou aparência física.  Hassani registrou uma queixa para aqueles que podem ser potencialmente identificados com esses processos, citando "insultos, incitação ao ódio e violência e ameaças homofóbicas".